# دسیدراتا ۳۴۴
سیارک ۳۴۴ (به انگلیسی: 344 Desiderata، نامگذاری:1892M) سیصد و چهل و چهارمین سیارک کشف شده‌است که در ۱۵ نوامبر ۱۸۹۲ و در نیس کشف شد.
قدر مطلق سیارک برابر ۸٫۰۸ است.